# Cantone di Coucy-le-Château-Auffrique
Il Cantone di Coucy-le-Château-Auffrique era una divisione amministrativa dell'arrondissement di Laon con capoluogo Coucy-le-Château-Auffrique.
A seguito della riforma approvata con decreto del 21 febbraio 2014, che ha avuto attuazione dopo le elezioni dipartimentali del 2015, è stato soppresso.

## Composizione
Comprendeva 29 comuni:
- Audignicourt
- Barisis
- Besmé
- Bichancourt
- Blérancourt
- Bourguignon-sous-Coucy
- Camelin
- Champs
- Coucy-le-Château-Auffrique
- Coucy-la-Ville
- Crécy-au-Mont
- Folembray
- Fresnes
- Guny
- Jumencourt
- Landricourt
- Leuilly-sous-Coucy
- Manicamp
- Pierremande
- Pont-Saint-Mard
- Quierzy-sur-Oise
- Quincy-Basse
- Saint-Aubin
- Saint-Paul-aux-Bois
- Selens
- Septvaux
- Trosly-Loire
- Vassens
- Verneuil-sous-Coucy